# Jueces 4
Jueces 4 es el cuarto capítulo del Libro de los Jueces en el Antiguo Testamento o la Biblia hebrea. Según la tradición judía, el libro fue atribuido al profeta Samuel, pero los eruditos modernos lo consideran parte de la Tradición deuteronómica, que abarca los libros de Deuteronomio a 2 Reyes, atribuidos a escritores nacionalistas y devotamente yahvistas durante la época del rey reformador de Judea Josías en el siglo VII a. C.. Este capítulo registra las actividades de la jueza Débora, perteneciente a una sección que comprende de Jueces 3:1 a Jueces 5:31.

## Texto
Este capítulo fue escrito originalmente en Lengua hebrea. Se divide en 24 Versículos.

### Testigos textuales
Algunos de los primeros manuscritos conservados que contienen el texto de este capítulo en hebreo pertenecen a la tradición del Texto Masorético, que incluye el Códice de El Cairo (895), el Códice de Alepo (siglo X) y el Códice Leningradensis (1008). Fragmentos que contienen partes de este capítulo en hebreo fueron encontrados entre los Rollos del Mar Muerto incluyendo XJueces (XJuec., X6; 50 a. C.) con los versículos 5-8 existentes.
Los manuscritos antiguos existentes de una traducción al griego koiné conocida como la Septuaginta (originalmente se hizo en los últimos siglos a. C.) incluyen el Codex Vaticanus ('B; {\displaystyle {\mathfrak {G}}}B; siglo IV) y Codex Alexandrinus (A; {\displaystyle {\mathfrak {G}}}A; siglo V). 

## Análisis
Un estudio lingüístico de Chisholm revela que la parte central del Libro de los Jueces (Jueces 3:7-16:31) puede dividirse en dos paneles basados en los seis estribillos que afirman que los israelitas hicieron el mal a los ojos de Yahvé:
Panel Uno
A 3:7 ויעשו בני ישראל את הרע בעיני יהוה
Y los hijos de Israel hicieron lo malo ante los ojos del SEÑOR
B 3:12 ויספו בני ישראל לעשות הרע בעיני יהוה
Y los hijos de Israel volvieron a hacer el mal otra vez ante los ojos del SEÑOR
B 4:1 ויספו בני ישראל לעשות הרע בעיני יהוה
Y los hijos de Israel hicieron el mal otra vez a los ojos del SEÑOR
Panel Dos
A 6:1 ויעשו בני ישראל הרע בעיני יהוה
Y los hijos de Israel hicieron lo malo ante los ojos del SEÑOR
B 10:6 ויספו בני ישראל לעשות הרע בעיני יהוה
Y los hijos de Israel volvieron a hacer el mal otra vez ante los ojos del SEÑOR
B 13:1 ויספו בני ישראל לעשות הרע בעיני יהוה
Y los hijos de Israel hicieron el mal otra vez a los ojos del SEÑOR
Además, a partir de la evidencia lingüística, los verbos utilizados para describir la respuesta del Señor al pecado de Israel tienen patrón quiastico y pueden agruparse para ajustarse a la división anterior:
Panel Uno
3:8 וימכרם, «y los vendió», de la raíz מָכַר, makar.
3:12 ויחזק, «y fortaleció», de la raíz חָזַק, khazaq.
4:2 וימכרם, «y los vendió», de la raíz מָכַר, makar.
Panel Dos
6:1 ויתנם, «y él les dio», de la raíz נָתַן, nathan'
10:7 וימכרם, «y los vendió», de la raíz מָכַר, makar.
13:1 ויתנם, «y él les dio,» de la raíz נָתַן, nathan.

## Comentarios a los capítulos 4 y 5
Las tradiciones antiguas de las tribus destacan cómo Dios intervino repetidamente en favor de su pueblo, aun cuando este le fue infiel en numerosas ocasiones. Un ejemplo significativo es el relato de Débora, que combina diversas fuentes. Además de las tradiciones orales sobre sus hazañas, se conserva un poema antiguo (5,2-31).  
El autor sagrado relata en prosa la victoria de Débora sobre Sísara (4,1-24) y, antes de cerrar con la fórmula habitual —«y el país descansó durante cuarenta años» (5,32)—, incorpora el canto triunfal en verso (5,2-31). Así, se presentan dos versiones de los mismos hechos con estilos literarios diferentes: una narración en prosa y un poema celebratorio.

## Débora (4:1-16)
Este capítulo se abre con el patrón narrativo convencional del libro, conectando con Ehud sin referencia a Shamgar (que se menciona más tarde en Jueces 5), para presentar a Débora la profeta como salvadora (Versículo 4), tras el grito formulaico de Israel a Dios pidiendo alivio de la opresión.
Débora entregó instrucciones militares recibidas directamente de Dios a Barac, el aparente líder de los israelitas, para enfrentarse al ejército de Jabín, liderado por Sísara (su general), y demostrando así que YHWH es el máximo comandante militar en las guerras santas libradas por su pueblo.
La estructura de la sección de los Versículos 6-16 es la siguiente:
A La orden de Débora y la respuesta de Barac (4:6-9)
a. Débora ordena a Barac que reúna un ejército y le asegura la victoria (4:6-7)
b. Barac requiere la presencia de Débora (4:8)
c. Barac gana su petición pero pierde la gloria (4:9)
B Barac despliega las tropas (4:10)
a. Barac llama (z'q) a las tropas a Kedesh Neftalí; קדש נפתלי; Kedesh. (4:10a1)
b. Barak sube (ʼlh) con las tropas (4:10a2-b).
B' Sísara despliega las tropas (4:12-13)
a. Sísara se entera de que Barac ha subido (ʼlh) (4:12)
b. Sísara llama (z'q) a las tropas al Río Kishon (4:13)
A' La orden de Débora y la respuesta de Barac (4:14-16)
a. Débora ordena a Barac que entre en batalla y le asegura la victoria (4:14a)
b. Barac baja a luchar (4:14b)
c. Barac gana la batalla pero pierde a Sísara (4:15-16)
En los versículos 12-16, el modelo de la redención de Israel se completa con la victoria de los desvalidos, tal como había profetizado la profetisa.

### Versículo 4
Y Débora, profetisa, mujer de Lapidot, juzgaba a Israel en aquel tiempo. 
- «profetisa»: o «profeta femenina», como «Hulda» que transmitió un importante oráculo sobre la necesidad de reforma en tiempos del rey Josías (2 Reyes 22:14-20); «Noadías» mencionada en Nehemías 6:14; y la esposa de Isaías (Isaías 8:3).[18]
- «Esposa de Lapidoth» en hebreo también puede traducirse como 'mujer de fuego', o 'mujer de antorchas/relámpagos', en un paralelismo con «Barac» cuyo nombre significa 'relámpago'.[18]

## Jael mata a Sísara (4:17-24)

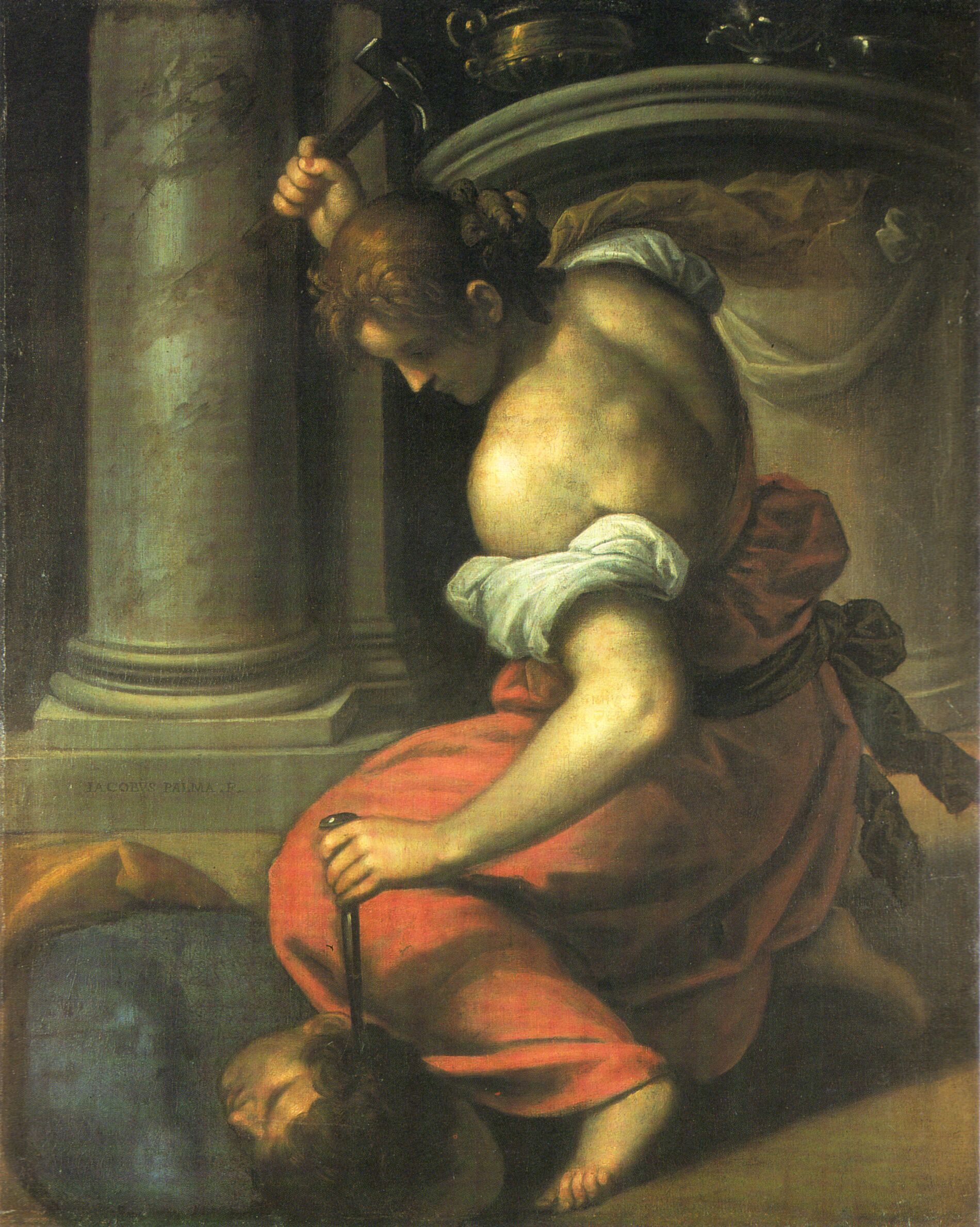
«Jael mató a Sísara». Pintura de Palam il Giovane (1550-1628)

La estructura de esta sección es:
Sísara llegó a la tienda de Jael (4:17)
A Jael suplica a Sisera que entre en su tienda (4:18a)
B Sísara entra pidiendo ayuda (4:18b-20)
C Jael mata a Sísara (4:21)
Barac llegó a la tienda de Jael (4:22a1)
A' Jael ruega a Barac que entre en su tienda (4:22a2)
B' Barak responde entrando (4:22b1)
C' Jael presenta el cadáver de Sísara a Barac (4:22b2)
En esta sección, Sísara buscaba un lugar donde esconderse de los perseguidores israelitas y por casualidad llegó a la tienda de Jael. Jael salió intencionadamente al encuentro de Sísara y lo engañó haciéndole creer que podía prestarle servicio (cf. Aod a Eglón en Jueces 3). Sisear pidió agua, pero Jael demostró la hospitalidad del antiguo Cercano Oriente dándole en su lugar leche («Jael» ([] Error: {{Lang}}: no hay texto (ayuda) Yāʿēl) significa «cabra montesa» («ibex»); tal vez le dio a Sisear leche de cabra) y lo tapó para que durmiera, tras lo cual Jael lo golpeó hasta matarlo con una piqueta y un martillo.  La acción fue cantada con cierto detalle y matiz en el antiguo poema de Jueces 5 versículo 22, como el cumplimiento de la predicción de Débora (4:9).
Los dos últimos Versículos (23-24) contienen un recordatorio de que YHWH controla la batalla y da alivio a los opresores de Israel.

### Versículo 20
Y le dijo: «Quédate a la puerta de la tienda, y si viene alguien a preguntarte y te dice: “¿Hay algún hombre aquí?”, tú dirás: “No”. «
Las últimas palabras de Sísara a Jael (antes de que Sísara fuera asesinado por Jael) contienen una ironía, con el juego de la palabra «cualquier hombre» (en hebreo ʼiš): el primer uso se refiere al que venía a la tienda, que era Barac, mientras que el segundo uso se refiere al que estaba en la tienda, que era Sísara, y la respuesta debería ser «No», porque Sísara ya no estaría vivo para cuando llegara Barac..

#### Comentarios a los versículos 1-24
Dios también se vale de las mujeres para llevar a cabo sus planes de salvación, como lo demuestran los relatos de Débora y Yael. Débora, una profetisa que juzgaba al pueblo, lideró la lucha contra el ejército de un poderoso rey del norte, mientras que Yael dio muerte a Sísara, el jefe de ese ejército. Este protagonismo resulta notable, considerando que en la cultura de la época, tanto en la sociedad cananea como en la israelita posterior, las mujeres rara vez desempeñaban roles fuera del ámbito doméstico.  
Sin embargo, Dios, en su Revelación progresiva, eligió a estas mujeres para mostrar que su obra redentora no se limita a los hombres, sino que también las mujeres están llamadas a ser protagonistas en sus planes. La tradición cristiana ha visto en Débora y Yael una prefiguración de la Virgen María, quien, como Madre del Salvador, venció al pecado y al mal. En la salutación de Isabel a María: «Bendita tú entre las mujeres» (Lc 1,42), resuenan las palabras del Canto de Débora: «¡Bendita sea entre las mujeres Yael, / la esposa de Jéber, el quenita; / sea bendita entre todas las mujeres de su tienda!» (Jue 5,24).

Bendita tú entre las mujeres» (Lc 1,42) resuenan las palabras con las que se ensalza a Yael en el Canto de Débora: «¡Bendita sea entre las mujeres Yael, / la esposa de Jéber, el quenita; / sea bendita entre todas las mujeres de su tienda!» (5,24). «A lo largo de toda la Antigua Alianza, la misión de María fue preparada por la misión de algunas santas mujeres. (…) Contra toda expectativa humana, Dios escoge lo que era tenido por impotente y débil (cfr 1 Co 1,27) para mostrar la fidelidad a su promesa: Ana, la madre de Samuel (cfr 1 S 1), Débora, Rut, Judit, y Ester, y muchas otras mujeres. María “sobresale entre los humildes y los pobres del Señor, que esperan de Él con confianza la salvación y la acogen. Finalmente, con ella, excelsa Hija de Sión, después de la larga espera de la promesa, se cumple el plazo y se inaugura el nuevo plan de salvación” (LG 55).

## Arqueología
.

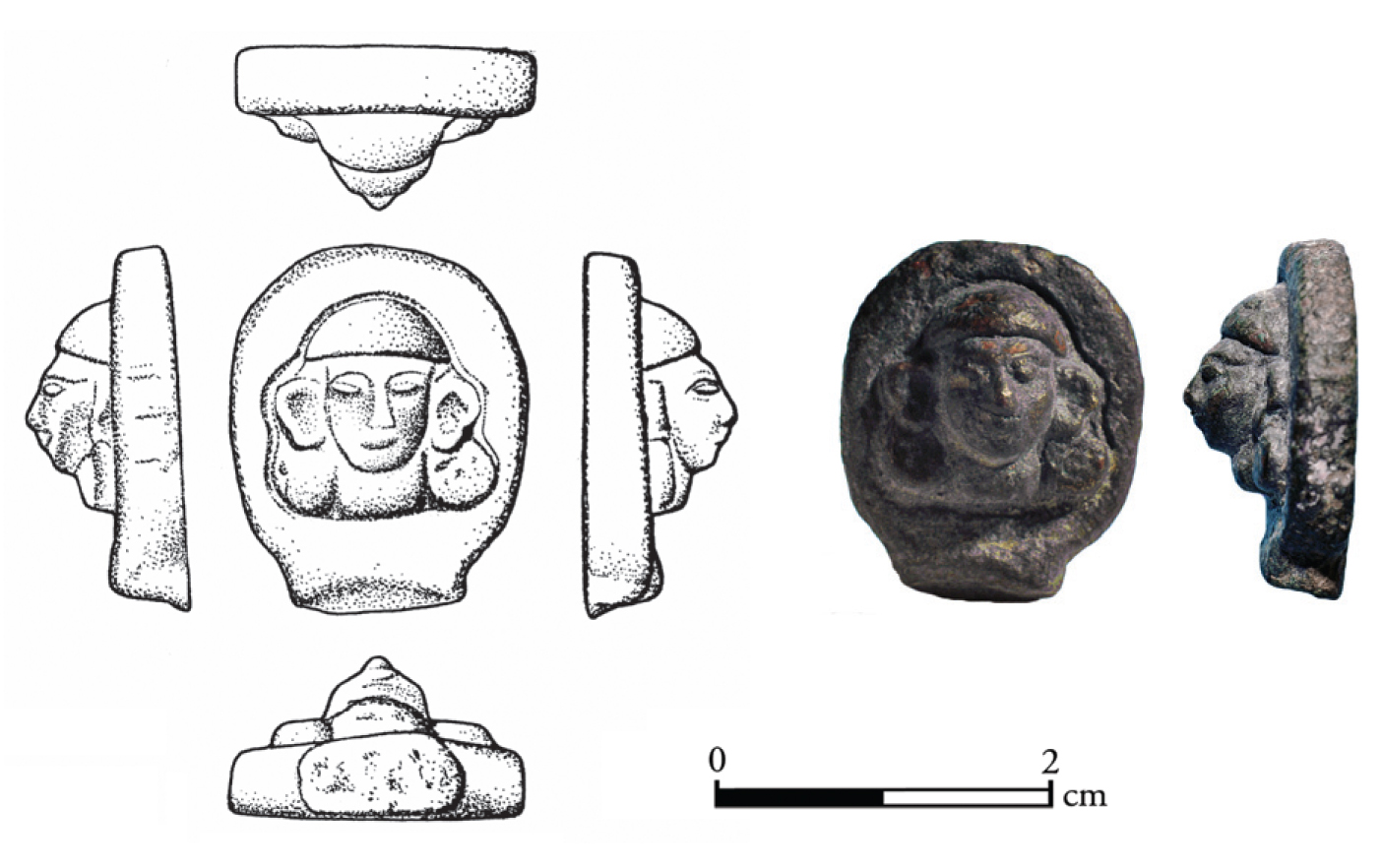
Una pieza de carro hallada en El-Ahwat que apoya la identificación del lugar como Harosheth Haggoyim

Adam Zertal ha sugerido que Harosheth Haggoyim, la fortaleza o base de la caballería de Sísara, comandante del ejército del rey Jabín, puede ser El-Ahwat, entre Katzir-Harish y Uadi Ara, basándose en el hallazgo de una elegante eje de carro por el arqueólogo Oren Cohen. La excavación del yacimiento entre 1993 y 2000 por equipos de la Universidad de Haifa y la Universidad de Cagliari en Cerdeña reveló un lugar fortificado que data de finales de la Edad del Bronce y principios de la Edad del Hierro (siglos XIII-XII a. C.) con un estilo único de fortificaciones, murallas, pasadizos en los muros y cabañas redondeadas que apuntan a la ocupación por parte de los Shardana, uno de los Pueblos del Mar que invadieron el Levante de finales de la Edad del Bronce.